# Gustaf Nilsson
Gustaf Nilsson (født 23. maj 1997) er en svensk fodboldspiller, der spiller for Club Brugge.

## Karriere

### Brøndby IF
Han skrev den 22. januar 2016 under på fireårig kontrakt med Brøndby IF gældende fra sommeren 2016. Der gik dog halvandet år, før han fik sin debut for Brøndby IF i Superligaen. Her fik han sin debut den 5. marts 2017, da han blev skiftet ind i det 85. minut i stedet for Frederik Holst i et 2-3-nederlag hjemme til FC Nordsjælland. Det førte til 11 kampe i den resterende del af forårssæsonen 2017 (tre starter, syv indskiftninger). Han scorede sit første mål i sin 6. kamp mod SønderjyskE Fodbold, hvor han udlignede til 1-1, som også blev kampens resultat.
Den 10. juli 2017 skrev under han under på en lejeaftale gældende for 2017-18-sæsonen med Silkeborg IF.

### Vejle Boldklub
I juli 2018 skiftede han til Vejle Boldklub, hvor han skrev under på en treårig kontrakt.